# ایریس وولفس
ایریس وولفس (هلندی: Iris Wolves؛ زادهٔ ۹ مهٔ ۱۹۹۴) بازیکن واترپلو اهل هلند است.